# Youssef Boutros Dergham El Khazen
Youssef Dergham El Khazen (in arabo: يوسف الخامس درغام الخازن; Ghosta, ... – 13 maggio 1742) è stato patriarca della Chiesa maronita con il nome di Youssef V Boutros (in italiano: Giuseppe V Pietro).

## Biografia
Youssef Dergham, membro della famiglia El Khazen, nacque nel villaggio di Ghosta, nel distretto di Kisrawan in Libano. Sposato, venne ordinato prete alla morte della moglie. Nel 1728 fu consacrato vescovo titolare di Ghosta dal patriarca Yaaqoub Boutros Awwad.
Alla morte del patriarca Yaaqoub Awwad, il collegio elettorale, riunito nel monastero di Rayfoun nel Kisrawan, si trovò diviso, senza possibilità di raggiungere un accordo. E così il 25 febbraio 1733 i vescovi decisero di eleggere patriarca per acclamazione Youssef Dergham, che si affrettò ad inviare a Roma le credenziali e tutti gli atti necessari per ottenere la conferma papale. Il 18 dicembre 1733, con il breve Cum nos a vinculo, papa Clemente XII confermò l'elezione e gli accordò il pallio.
L'evento più importante del patriarcato di Youssef Dergham fu la celebrazione del sinodo del Monte Libano del 1736; l'assemblea (FR)  «marque une date importante dans l'histoire de l'Église maronite, puisqu'elle donna à celle-ci sa charte constitutionnelle».
Il bisogno di una riforma della Chiesa maronita, della disciplina ecclesiastica, delle istituzioni religiose e la necessità di istituire canonicamente le diocesi, spinse i vescovi, il clero ed i notabili della Nazione a scrivere a Roma per richiedere l'intervento della Santa Sede con l'invio di Giuseppe Simone Assemani come delegato apostolico. L'Assemani giunse in Libano, con pieni poteri e le istruzioni di Propaganda Fide, il 17 giugno 1736. Dopo tre mesi di preparazione, il sinodo fu indetto per il 30 settembre e il 1º e 2 ottobre. Tra i principali punti affrontati dall'assemblea: la separazione dei monasteri misti, la divisione del patriarcato in eparchie, la formazione del clero, la disciplina dei sacramenti, e questioni economiche. Gli atti, redatti in lingua araba, furono sottoscritti da tutti i presenti il 2 ottobre 1736. Assemani, prima di ritornare a Roma, procedette, su incarico dello stesso patriarca, a mettere immediatamente in esecuzione alcune decisioni sinodali, ma trovò alcune sacche di resistenza soprattutto nella questione relativa alla separazione dei monasteri misti, dove religiosi e religiose vivevano sotto lo stesso tetto, benché separati dalla clausura.
Circa il grave problema dell'erezione canonica delle diocesi maronite, occorre tener presente che fino al XVIII secolo il patriarcato maronita era solo formalmente suddiviso in eparchie: di fatto i vescovi erano tutti considerati come ausiliari del patriarca, l'unica vera guida della nazione maronita. In più occasioni Propaganda Fide era intervenuta in precedenza per ordinare la suddivisione canonica del patriarcato, ma i suoi decreti erano rimasti lettera morta. Il sinodo del 1736 istituì canonicamente le eparchie in numero di 8, oltre la sede patriarcale, definendone per ciascuna le giurisdizioni territoriali: Aleppo, Beirut, Jbeil (Byblos) unita a Batrun (Botrys), Cipro, Damasco, Baalbek (Heliopolis), Tripoli e Tiro-Sidone.
Solo nel 1738 Assemani lasciò il Libano, dove si era manifestata una forte resistenza a certe decisioni sinodali; ma a causa di altri incarichi ricevuti, raggiunse Roma solo nel 1741. Papa Clemente XII istituì una speciale commissione di cardinali per studiare gli atti sinodali, commissione che fu confermata dal successivo papa Benedetto XIV. Questi approvò in via definitiva gli atti, nella loro traduzione latina, il 1º settembre 1741 con la bolla Singularis Romanorum, mentre con la Apostolica praedecessorum del 14 febbraio 1742, confermò le decisioni sinodali sulla suddivisione del patriarcato in eparchie, sul loro numero e la loro estensione territoriale.
Il patriarca Youssef Dergham morì il 13 maggio 1742.

## Genealogia episcopale e successione apostolica
La genealogia episcopale è:
- Patriarca Youhanna Bawab
- Patriarca Jirjis Rizqallah
- Patriarca Estephan Boutros El Douaihy
- Patriarca Yaaqoub Boutros Awwad
- Patriarca Youssef Boutros Dergham El Khazen

La successione apostolica è:
- Arcivescovo Stefano Evodio Assemani (1736)